# 시선 너머
"시선 너머"는 2011년에 개봉한 대한민국의 영화이다. 국가인권위원회에서 제작한 인권을 소재로 한 옴니버스 영화 시선 시리즈 중 5번째 작품이다.

## 캐스팅
이빨 두 개
- 박정욱 : 준영 역
- 서옥별 : 영옥 역
- 김태환 : 광호 역
- 박미현 : 준영엄마 역
- 최무성 : 준영아빠 역
- 김수정 : 영옥엄마 역
- 김정범 : 영철 역
- 김덕주 : 양호선생님 역
- 민성욱 : 준영담임 역
- 배성우 : 치과의사 역

니마
- 단잔 다바안 얌 : 니마 역
- 이정은 : 정은 역
- 박혁권 : 혁권 역
- 정경섭 : 정씨 역
- 유창복 : 사장 역

백문백답
- 김현주 : 정희주 역
- 김진근 : 장성규 역
- 유하준 : 박무영 역
- 임종윤 : 수사관 역
- 정보훈 : 민경 역

바나나 쉐이크
- 정재웅 : 봉주 역
- 감비히르 만 슈레스타  : 알빈 역
- 김선빈 : 주인집남 역
- 한승희 : 주인집여 역
- 배제기 : 제기 역
- 권혁풍 : 사장 역 (특별출연)

진실을 위하여
- 심이영 : 보정 역
- 김태훈 : 인권 역
- 김소숙 : 길자 역
- 이소윤 : 유정 역
- 김병순 : 사무장 역
- 심영민 : 시설과장 역
- 최솔희 : 간호사 역
- 김재록 : 당직의사 역
- 장대윤 : 관리자 1 역
- 김문종 : 관리자 2 역
- 이동규 : 행인 역
- 지승호 : 카페주인 역
- 이도훈 : 카페알바 역
- 강민영 : 카페손님 역
- 문희경 : 병원 역 (특별출연)

## 같이 보기
- 여섯 개의 시선
- 다섯 개의 시선
- 세번째 시선
- 시선 1318
- 어떤 시선
- 시선 사이